# Megalomus hirtus
Megalomus hirtus là một loài côn trùng trong họ Hemerobiidae thuộc bộ Neuroptera. Loài này được Linnaeus miêu tả năm 1761.